# Mia Audina
Mia Audina (född 22 augusti 1979) är en indonesisk idrottare som tog silver i badminton vid olympiska sommarspelen 1996 i Atlanta. Åtta år senare, vid olympiska sommarspelen 2004 i Aten tog hon ett silver till, för Nederländerna.